# Washington Darts 1971
Questa pagina raccoglie i dati riguardanti i Washington Darts nelle competizioni ufficiali della stagione 1971.

## Stagione
I Darts vennero affidati all'inglese Alan Rogers, mantenendo la rosa della squadra pressoché invariata; tra gli acquisti si può ricordare l'uruguaiano Leonel Conde chiamato a difendere la porta della franchigia capitolina. Il club ottenne il terzo posto nella Southern Division, non riuscendo ad accedere alla fase finale del torneo. Leroy DeLeon si conferma capocannoniere dei Darts con 8 reti.
La stagione seguente la franchigia venne spostata a Miami, Florida, divenendo i Miami Gatos.

## Organigramma societario
Area direttiva
- General Manager: Norman Southerland

Area tecnica
- Allenatore: Alan Rogers

## Rosa
| N. |                              | Ruolo | Calciatore     |
| -- | ---------------------------- | ----- | -------------- |
| 1  | Uruguay (bandiera)           | P     | Leonel Conde   |
| 2  | Scozia (bandiera)            | D     | Frank Donlavey |
| 3  | Haiti (bandiera)             | D     | Roland Crispin |
| 4  | Trinidad e Tobago (bandiera) | C     | Victor Gamaldo |
| 5  | Trinidad e Tobago (bandiera) | A     | Bertrand Grell |
| 6  | Scozia (bandiera)            | C     | Danny Paton    |
| 7  | Canada (bandiera)            | C     | John Kerr      |
| 8  | Trinidad e Tobago (bandiera) | A     | Leroy DeLeon   |
| 9  | Trinidad e Tobago (bandiera) | A     | Gerry Browne   |

| N. |                              | Ruolo | Calciatore       |
| -- | ---------------------------- | ----- | ---------------- |
| 10 | Scozia (bandiera)            | C     | Billy Fraser     |
| 11 | Trinidad e Tobago (bandiera) | C     | Warren Archibald |
| 12 | Brasile (bandiera)           | A     | Miranda Oliveira |
| 13 | Ghana (bandiera)             | D     | Willie Evans     |
| 14 | Inghilterra (bandiera)       | A     | Peter Spiring    |
| 15 | Ungheria (bandiera)          | C     | Tibor Szalay     |
| 16 | Nigeria (bandiera)           | A     | Sonny Ine        |
| 18 | Argentina (bandiera)         | P     | Carlos Borgialli |
|    | Inghilterra (bandiera)       | A     | Jeff McKeown     |